# 吉野川市納涼花火大会
吉野川市納涼花火大会（よしのがわしのうりょうはなびたいかい）は、徳島県吉野川市鴨島町知恵島の吉野川沿いで開催される花火大会。

## 概要
毎年8月6日に、鴨島町知恵島にある吉野川の阿波中央橋下にある吉野川市鴨島運動場（旧鴨島県民グラウンド）にて開催される。花火大会では、約1,000発の花火が打ち上げられる。
かつては鴨島町納涼花火大会の名称で行われていたが、2004年（平成16年）10月1日に旧麻植郡鴨島町が合併し吉野川市が誕生したことにより、現在の名称に変更された。

## 沿革
- 2004年（平成16年） - 旧麻植郡鴨島町が合併し吉野川市が誕生したことにより、鴨島町納涼花火大会から現在の名称へ変更。

## 交通
- JR鳴門線「鴨島駅」下車、徒歩で約30分。
- 徳島自動車道「土成インターチェンジ」から国道318号経由で車で約10分。